# NGC 199

NGC 199

NGC 199 أو إن جي سي 199 هي مجرة محدبة في كوكبة الحوت. تم اكتشافها في 24 سبتمبر 1862 على يد هنري لويس داريست.

## وصلات خارجية
- NGC 199 على موقع ويكي سكاي: DSS2, SDSS, GALEX, IRAS, Hydrogen α, X-Ray, Astrophoto, Sky Map, Articles and images
- SEDS